# أليكسندر ألبيستيغي
أليكسندر ألبيستيغي (بالإسبانية: Alex Albistegi)‏ (1 يوليو 1987 بإيبار في إسبانيا - ) هو لاعب كرة قدم إسباني في مركز الوسط. لعب مع ريال سوسيداد ب وريال سوسيداد وريال يونيون ونادي إيبار ونادي ديبورتيفو طليطلة ويونيون ديبورتيفا لوغرينييس ونادي ليدا وإيبار ب.

## روابط خارجية
- أليكسندر ألبيستيغي على موقع قاعدة بيانات كرة القدم.إي يو (الإنجليزية)
- أليكسندر ألبيستيغي على موقع Soccerway.com (الإنجليزية)
- أليكسندر ألبيستيغي على موقع AS.com (الإسبانية)